# 최윤정 (기업인)
최윤정(崔允貞, 1989년~)은 대한민국의 기업인이자, SK그룹 창업주 최종건 회장의 손녀이자 최태원 SK그룹 회장의 장녀이다. 현재 SK바이오팜 사업개발본부장(부사장) 및 SK㈜ 성장지원담당 임원으로 활동하고 있다。

## 학력
- 베이징국제고등학교 졸업[1]
- 시카고대학교 생물학 학사
- 스탠퍼드대학교 생명정보학 석사

## 경력
- 2015년 베인앤컴퍼니(미국) 입사, 컨설턴트로 근무[2]
- 2017년 SK바이오팜 경영전략실 전략팀에 선임 매니저로 입사[3]
- 2019년부터 휴직 후, 미국 스탠퍼드대 생명정보학 석사 학업 수행
- 2021년 복직, 글로벌투자본부 전략투자팀장으로 승진
- 2023년 3월, SK바이오팜 사업개발본부장(부사장)으로 임명됨[4]
- 2024년 12월, SK㈜ 내 신설 부서 '성장지원담당' 임원으로 겸직[5]

## 주요 활동
- 2023년 및 2024년 SK그룹 연례 경영전략회의에 참석하며 경영 보폭을 확대[6]
- 2023년 SK바이오팜의 흑자 전환을 견인, 매출 3,549억·순이익 2,270억으로 성장 촉진[7]
- 질환 치료제 신약후보물질 및 기술이전(BD) 업무 지휘, 세노바메이트의 미국 매출 증가 견인
- SK㈜ '성장지원' 부서에서 신약개발·신사업 발굴 업무 수행